# Jako (Ladaniva)
Jako (in armeno Ժակո?) è un singolo del duo musicale franco-armeno Ladaniva, pubblicato il 29 settembre 2023 come quinto estratto dal primo album in studio omonimo.

## Descrizione
Il brano è stato scritto e composto dai membri del duo assieme a Audrey Leclercq e Jasper Maekelberg, che ne hanno curato rispettivamente la composizione e la produzione. Dichiaratamente autobiografico, il titolo del brano deriva dal soprannome della cantante Jaklin Baghdasaryan. 
In un'intervista, la Baghdasaryan ha descritto il brano come l'affermazione del suo "diritto di pensare liberamente e di essere chiunque voglia essere"; ha inoltre criticato la società per l'imposizione di limiti e di norme artificiali, affermando che esse fanno sì che le ragazze perdano di vista chi sono veramente, poiché spesso viene detto loro come comportarsi. Ha detto al riguardo:
La canzone è descritta come un messaggio a se stessa e a "tutte le piccole Jako del mondo", affinché seguano la loro vera vocazione e rimangano fedeli al loro io autentico, come la stessa Baghdasaryan ha fatto attraverso la sua arte, invitando inoltre l'ascoltatore ad "alzarsi e ballare", indipendentemente da ciò che dice la gente. David Tserunyan, capo delegazione dell'Armenia all'Eurovision Song Contest, ha raccontato al riguardo:

## Promozione
L'ente radiotelevisivo armeno ARMTV ha annunciato l'intenzione di utilizzare una selezione interna per determinare il rappresentante nazionale all'Eurovision Song Contest 2024, in linea con il sistema usato dal 2019. Già dalla metà del febbraio 2024, diversi media armeni ed internazionali hanno iniziato a diffondere voci secondo cui i Ladaniva sarebbero stati scelti per rappresentare il paese.
Il successivo 9 marzo, ARMTV ha annunciato ufficialmente la selezione del duo musicale, confermando i favori dei pronostici; Jako, che in origine compariva come quinta traccia del loro album di debutto omonimo, è stato annunciato come loro brano eurovisivo il 13 marzo 2024.

## Tracce
Testi di Jaklin Baghdasaryan e Louis Thomas, musiche di Audrey Leclercq, Jaklin Baghdasaryan e Louis Thomas.
1. Jako – 2:25

## Classifiche
| Classifica (2024) | Posizione massima |
| ----------------- | ----------------- |
| Grecia            | 19                |
| Lituania          | 22                |